# Evropsko prvenstvo v slalomu na divjih vodah
Evropsko prvenstvo v slalomu na divjih vodah je vsakoletno evropsko prvenstvo v kajaku in kanuju na divjih vodah, ki ga od leta 1996 organizira Evropska kajakaška zveza. Do leta 2004 je potekalo na dve leti, število disciplin se je iz začetnih osem povečalo na dvanajst.

## Pregled prvenstev
| #  | Leto | Prizorišče             | Država              | Discipline |
| -- | ---- | ---------------------- | ------------------- | ---------- |
| 1  | 1996 | Augsburg               | Nemčija             | 8          |
| 2  | 1998 | Roudnice nad Labem     | Češka               | 8          |
| 3  | 2000 | Mezzana                | Italija             | 7          |
| 4  | 2002 | Bratislava             | Slovaška            | 8          |
| 5  | 2004 | Skopje                 | Makedonija          | 6          |
| 6  | 2005 | Tacen                  | Slovenija           | 8          |
| 7  | 2006 | L'Argentière-la-Bessée | Francija            | 8          |
| 8  | 2007 | Liptovský Mikuláš      | Slovaška            | 8          |
| 9  | 2008 | Krakov                 | Poljska             | 8          |
| 10 | 2009 | Nottingham             | Združeno kraljestvo | 8          |
| 11 | 2010 | Bratislava             | Slovaška            | 9          |
| 12 | 2011 | La Seu d'Urgell        | Španija             | 9          |
| 13 | 2012 | Augsburg               | Nemčija             | 9          |
| 14 | 2013 | Krakov                 | Poljska             | 9          |
| 15 | 2014 | Dunaj                  | Avstrija            | 9          |
| 16 | 2015 | Markkleeberg           | Nemčija             | 10         |
| 17 | 2016 | Liptovský Mikuláš      | Slovaška            | 10         |
| 18 | 2017 | Tacen                  | Slovenija           | 10         |
| 19 | 2018 | Praga                  | Češka               | 10         |
| 20 | 2019 | Pau                    | Francija            | 8          |
| 21 | 2020 | Prava                  | Češka               | 8          |
| 22 | 2021 | Ivrea                  | Italija             | 10         |
| 23 | 2022 | Liptovský Mikuláš      | Slovaška            | 10         |
| 24 | 2023 | Krakov                 | Poljska             | 10         |
| 25 | 2024 | Tacen                  | Slovenija           | 12         |
| 26 | 2025 | Vaires-sur-Marne       | Francija            | 12         |
| 27 | 2026 | Ivrea                  | Italija             |            |
| 28 | 2027 | Krakov                 | Poljska             |            |

## Dobitniki medalj

### Moški kanu

#### C1
| Prvenstvo             | Zlato                      | Srebro                     | Bron                       |
| Augsburg 1996         | Simon Hočevar (SLO)        | Sören Kaufmann (GER)       | Martin Lang (GER)          |
| Roudnice 1998         | David Jančar (CZE)         | Michal Martikán (SVK)      | Lukáš Pollert (CZE)        |
| Mezzana 2000          | Tony Estanguet (FRA)       | Juraj Minčík (SVK)         | Lukáš Pollert (CZE)        |
| Bratislava 2002       | Mariusz Wieczorek (POL)    | Tony Estanguet (FRA)       | Jan Benzien (GER)          |
| Skopje 2004           | Tomáš Indruch (CZE)        | Krzysztof Bieryt (POL)     | Nico Bettge (GER)          |
| Tacen 2005            | Stefan Pfannmöller (GER)   | Alexander Slafkovský (SVK) | Stuart McIntosh (GBR)      |
| L'Argentière 2006     | Tony Estanguet (FRA)       | Michal Martikán (SVK)      | Tomáš Indruch (CZE)        |
| Lipt. Mikuláš 2007    | Michal Martikán (SVK)      | Pierre Labarelle (FRA)     | Christos Tsakmakis (GRE)   |
| Krakov 2008           | Michal Martikán (SVK)      | Stanislav Ježek (CZE)      | Alexander Slafkovský (SVK) |
| Nottingham 2009       | Michal Martikán (SVK)      | Alexander Slafkovský (SVK) | Jan Benzien (GER)          |
| Bratislava 2010       | Michal Martikán (SVK)      | Matej Beňuš (SVK)          | Alexander Slafkovský (SVK) |
| La Seu d'Urgell 2011  | Tony Estanguet (FRA)       | Alexander Slafkovský (SVK) | Denis Gargaud Chanut (FRA) |
| Augsburg 2012         | Sideris Tasiadis (GER)     | Tony Estanguet (FRA)       | Benjamin Savšek (SLO)      |
| Krakov 2013           | Jan Benzien (GER)          | Sideris Tasiadis (GER)     | Matej Beňuš (SVK)          |
| Dunaj 2014            | Alexander Slafkovský (SVK) | Michal Martikán (SVK)      | Jan Benzien (GER)          |
| Markkleeberg 2015     | Benjamin Savšek (SLO)      | Sideris Tasiadis (GER)     | Matej Beňuš (SVK)          |
| Lipt. Mikuláš 2016    | Alexander Slafkovský (SVK) | Michal Martikán (SVK)      | Ander Elosegi (ESP)        |
| Tacen 2017            | Alexander Slafkovský (SVK) | Thomas Koechlin (SUI)      | Michal Martikán (SVK)      |
| Praga 2018            | Ryan Westley (GBR)         | Adam Burgess (GBR)         | Tomáš Rak (CZE)            |
| Pau 2019              | Benjamin Savšek (SLO)      | Martin Thomas (FRA)        | Sideris Tasiadis (GER)     |
| Praga 2020            | Benjamin Savšek (SLO)      | Lukáš Rohan (CZE)          | Václav Chaloupka (CZE)     |
| Ivrea 2021            | Denis Gargaud Chanut (FRA) | Matej Beňuš (SVK)          | Sideris Tasiadis (GER)     |
| Lipt. Mikuláš 2022    | Benjamin Savšek (SLO)      | Sideris Tasiadis (GER)     | Miquel Travé (ESP)         |
| Krakov 2023           | Ryan Westley (GBR)         | Miquel Travé (ESP)         | Václav Chaloupka (CZE)     |
| Tacen 2024            | Žiga Lin Hočevar (SLO)     | Luka Božič (SLO)           | Benjamin Savšek (SLO)      |
| Vaires-sur-Marne 2025 | Miquel Travé (ESP)         | Nicolas Gestin (FRA)       | Žiga Lin Hočevar (SLO)     |

#### C1 ekipno
| Prvenstvo             | Zlato                                                                  | Srebro                                                              | Bron                                                                 |
| Augsburg 1996         | Sören Kaufmann · Martin Lang · Vitus Husek · Nemčija                   | Pavel Janda David Jančar Lukáš Pollert Češka                        | Dejan Stevanovič Simon Hočevar Sebastjan Linke Slovenija             |
| Roudnice 1998         | Michal Martikán Juraj Ontko Juraj Minčík Slovaška                      | Stefan Pfannmöller · Nico Bettge · Martin Lang · Nemčija            | Stuart McIntosh · Mark Delaney · Robert Turner · Združeno kraljestvo |
| Mezzana 2000          | Michal Martikán Dušan Ovčarík Juraj Minčík Slovaška                    | Přemysl Vlk Lukáš Pollert Tomáš Indruch Češka                       | Jordi Sangrá Gibert Jon Ergüín Jordi Domenjó Španija                 |
| Bratislava 2002       | Michal Martikán Juraj Minčík Alexander Slafkovský Slovaška             | Stefan Pfannmöller · Jan Benzien · Sören Kaufmann · Nemčija         | Mariusz Wieczorek Krzysztof Bieryt Grzegorz Wójs Poljska             |
| Skopje 2004           | Tomáš Indruch Jan Mašek Ondřej Pinkava Češka                           | Alexander Slafkovský Dušan Ovčarík Juraj Minčík Slovaška            | Simon Hočevar Dejan Stevanovič Jošt Zakrajšek Slovenija              |
| Tacen 2005            | Juraj Minčík Michal Martikán Alexander Slafkovský Slovaška             | Nico Bettge · Jan Benzien · Stefan Pfannmöller · Nemčija            | Jan Mašek Stanislav Ježek Tomáš Indruch Češka                        |
| L'Argentière 2006     | Stefan Pfannmöller · Nico Bettge · Jan Benzien · Nemčija               | Michal Martikán Juraj Minčík Alexander Slafkovský Slovaška          | Tomáš Indruch Jan Mašek Stanislav Ježek Češka                        |
| Lipt. Mikuláš 2007    | Michal Martikán Juraj Minčík Matej Beňuš Slovaška                      | Stefan Pfannmöller · Nico Bettge · Jan Benzien · Nemčija            | Tony Estanguet · Pierre Labarelle · Nicolas Peschier · Francija      |
| Krakov 2008           | Michal Martikán Alexander Slafkovský Matej Beňuš Slovaška              | Krzysztof Bieryt Grzegorz Kiljanek Dawid Bartos Poljska             | Christian Bahmann · Nico Bettge · Lukas Hoffmann · Nemčija           |
| Nottingham 2009       | Stanislav Ježek Tomáš Indruch Jan Mašek Češka                          | Tony Estanguet · Denis Gargaud Chanut · Nicolas Peschier · Francija | Sideris Tasiadis · Jan Benzien · Nico Bettge · Nemčija               |
| Bratislava 2010       | Michal Martikán Alexander Slafkovský Matej Beňuš Slovaška              | Jan Mašek Michal Jáně Stanislav Ježek Češka                         | Tony Estanguet · Denis Gargaud Chanut · Nicolas Peschier · Francija  |
| La Seu d'Urgell 2011  | Tony Estanguet · Denis Gargaud Chanut · Nicolas Peschier · Francija    | Nico Bettge · Jan Benzien · Sideris Tasiadis · Nemčija              | Stanislav Ježek Vítězslav Gebas Tomáš Indruch Češka                  |
| Augsburg 2012         | Michal Martikán Matej Beňuš Alexander Slafkovský Slovaška              | Nico Bettge · Jan Benzien · Sideris Tasiadis · Nemčija              | Tony Estanguet · Denis Gargaud Chanut · Thibaut Vielliard · Francija |
| Krakov 2013           | Alexander Slafkovský Matej Beňuš Jerguš Baďura Slovaška                | Franz Anton · Jan Benzien · Sideris Tasiadis · Nemčija              | Benjamin Savšek Anže Berčič Luka Božič Slovenija                     |
| Dunaj 2014            | Benjamin Savšek Anže Berčič Luka Božič Slovenija                       | Lukáš Rohan Vítězslav Gebas Jan Mašek Češka                         | Michal Martikán Alexander Slafkovský Karol Rozmuš Slovaška           |
| Markkleeberg 2015     | Michal Martikán Alexander Slafkovský Matej Beňuš Slovaška              | Michal Jáně Stanislav Ježek Tomáš Rak Češka                         | David Florence · Ryan Westley · Adam Burgess · Združeno kraljestvo   |
| Lipt. Mikuláš 2016    | Michal Martikán Alexander Slafkovský Matej Beňuš Slovaška              | Grzegorz Hedwig Przemysław Plewa Igor Sztuba Poljska                | David Florence · Ryan Westley · Adam Burgess · Združeno kraljestvo   |
| Tacen 2017            | Sideris Tasiadis · Nico Bettge · Franz Anton · Nemčija                 | Benjamin Savšek Luka Božič Anže Berčič Slovenija                    | Raffaello Ivaldi Roberto Colazingari Stefano Cipressi Italija        |
| Praga 2018            | Denis Gargaud Chanut · Pierre-Antoine Tillard · Cédric Joly · Francija | Alexander Slafkovský Michal Martikán Marko Mirgorodský Slovaška     | Vítězslav Gebas Lukáš Rohan Tomáš Rak Češka                          |
| Pau 2019              | Benjamin Savšek Luka Božič Anže Berčič Slovenija                       | Denis Gargaud Chanut · Martin Thomas · Cédric Joly · Francija       | Dimitrij Hramcov · Kiril Setkin · Pavel Kotov · Rusija               |
| Praga 2020            | Benjamin Savšek Luka Božič Jure Lenarčič Slovenija                     | Liam Jegou Robert Hendrick Jake Cochrane Irska                      | Grzegorz Hedwig Kacper Sztuba Szymon Zawadzki Poljska                |
| Ivrea 2021            | Alexander Slafkovský Michal Martikán Matej Beňuš Slovaška              | Roberto Colazingari Raffaello Ivaldi Flavio Micozzi Italija         | Benjamin Savšek Luka Božič Nejc Polenčič Slovenija                   |
| Lipt. Mikuláš 2022    | Sideris Tasiadis · Franz Anton · Timo Trummer · Nemčija                | Grzegorz Hedwig Kacper Sztuba Michał Wiercioch Poljska              | Luis Fernández Miquel Travé Ander Elosegi Španija                    |
| Krakov 2023           | Sideris Tasiadis · Franz Anton · Timo Trummer · Nemčija                | Matej Beňuš Marko Mirgorodský Alexander Slafkovský Slovaška         | Ryan Westley · Adam Burgess · James Kettle · Združeno kraljestvo     |
| Tacen 2024            | Benjamin Savšek Luka Božič Žiga Lin Hočevar Slovenija                  | Jiří Prskavec Lukáš Rohan Václav Chaloupka Češka                    | Matej Beňuš Michal Martikán Marko Mirgorodský Slovaška               |
| Vaires-sur-Marne 2025 | Adam Burgess · Ryan Westley · Luc Royle · Združeno kraljestvo          | Luka Božič Žiga Lin Hočevar Benjamin Savšek Slovenija               | Matej Beňuš Marko Mirgorodský Michal Martikán Slovaška               |

#### C2
| Prvenstvo            | Zlato                                          | Srebro                                         | Bron                                                    |
| Augsburg 1996        | Peter Matti Ueli Matti Švica                   | Miroslav Šimek Jiří Rohan Češka                | Krzysztof Kołomański Michał Staniszewski Poljska        |
| Roudnice 1998        | Pavol Hochschorner Peter Hochschorner Slovaška | Jaroslav Volf Ondřej Štěpánek Češka            | Milan Kubáň Marián Olejník Slovaška                     |
| Mezzana 2000         | Pavol Hochschorner Peter Hochschorner Slovaška | Frank Adisson · Wilfrid Forgues · Francija     | Krzysztof Kołomański Michał Staniszewski Poljska        |
| Bratislava 2002      | Pavol Hochschorner Peter Hochschorner Slovaška | Marek Jiras Tomáš Máder Češka                  | Jaroslav Volf Ondřej Štěpánek Češka                     |
| Skopje 2004          | Jaroslav Volf Ondřej Štěpánek Češka            | Martin Braud · Cédric Forgit · Francija        | Ladislav Škantár Peter Škantár Slovaška                 |
| Tacen 2005           | Jaroslav Volf Ondřej Štěpánek Češka            | Marek Jiras Tomáš Máder Češka                  | Ladislav Škantár Peter Škantár Slovaška                 |
| L'Argentière 2006    | Martin Braud · Cédric Forgit · Francija        | Pavol Hochschorner Peter Hochschorner Slovaška | Kay Simon · Robby Simon · Nemčija                       |
| Lipt. Mikuláš 2007   | Ladislav Škantár Peter Škantár Slovaška        | Jaroslav Volf Ondřej Štěpánek Češka            | Pavol Hochschorner Peter Hochschorner Slovaška          |
| Krakov 2008          | Pavol Hochschorner Peter Hochschorner Slovaška | Ladislav Škantár Peter Škantár Slovaška        | Andrea Benetti Erik Masoero Italija                     |
| Nottingham 2009      | Pavol Hochschorner Peter Hochschorner Slovaška | Damien Troquenet · Mathieu Voyemant · Francija | Tim Baillie · Etienne Stott · Združeno kraljestvo       |
| Bratislava 2010      | Ladislav Škantár Peter Škantár Slovaška        | Jaroslav Volf Ondřej Štěpánek Češka            | David Florence · Richard Hounslow · Združeno kraljestvo |
| La Seu d'Urgell 2011 | Pavol Hochschorner Peter Hochschorner Slovaška | Pierre Labarelle · Nicolas Peschier · Francija | Ladislav Škantár Peter Škantár Slovaška                 |
| Augsburg 2012        | Jaroslav Volf Ondřej Štěpánek Češka            | Pavol Hochschorner Peter Hochschorner Slovaška | Robert Behling · Thomas Becker · Nemčija                |
| Krakov 2013          | Pierre Labarelle · Nicolas Peschier · Francija | Marcin Pochwała Piotr Szczepański Poljska      | Ondřej Karlovský Jakub Jáně Češka                       |
| Dunaj 2014           | Ladislav Škantár Peter Škantár Slovaška        | Piotr Szczepański Marcin Pochwała Poljska      | Luka Božič Sašo Taljat Slovenija                        |
| Markkleeberg 2015    | Robert Behling · Thomas Becker · Nemčija       | Franz Anton · Jan Benzien · Nemčija            | David Florence · Richard Hounslow · Združeno kraljestvo |
| Lipt. Mikuláš 2016   | Tomáš Kučera Ján Bátik Slovaška                | Luka Božič Sašo Taljat Slovenija               | David Schröder · Nico Bettge · Nemčija                  |
| Tacen 2017           | Pierre Picco · Hugo Biso · Francija            | Andrzej Brzeziński Filip Brzeziński Poljska    | Jonáš Kašpar Marek Šindler Češka                        |
| Praga 2018           | Jonáš Kašpar Marek Šindler Češka               | Robert Behling · Thomas Becker · Nemčija       | Ondřej Karlovský Jakub Jáně Češka                       |

#### C2 ekipno
| Prvenstvo                  | Zlato | Srebro | Bron |
| Augsburg 1996              | André Ehrenberg in Michael Senft · Rüdiger Hübbers in Udo Raumann · Manfred Berro in Michael Trummer · Nemčija      | Jarosław Nawrocki in Konrad Korzeniewski Andrzej Wójs in Sławomir Mordarski Krzysztof Kołomański in Michał Staniszewski Poljska | Ľuboš Šoška in Peter Šoška Milan Kubáň in Marián Olejník Roman Štrba in Roman Vajs Slovaška                                          |
| Roudnice 1998              | Petr Štercl in Pavel Štercl Jaroslav Pospíšil in Jaroslav Pollert Jaroslav Volf in Ondřej Štěpánek Češka            | Milan Kubáň in Marián Olejník Roman Štrba in Roman Vajs Pavol Hochschorner in Peter Hochschorner Slovaška                       | Éric Biau in Bertrand Daille · Philippe Quémerais in Yann Le Pennec · Alexandre Lauvergne in Nathanael Fouquet · Francija            |
| Mezzana 2000 (brez medalj) | Kai Walter in Frank Henze · Kay Simon in Robby Simon · André Ehrenberg in Michael Senft · Nemčija                   | Pavol Hochschorner in Peter Hochschorner Roman Štrba in Roman Vajs Ľuboš Šoška in Peter Šoška Slovaška                          | Jaroslav Volf in Ondřej Štěpánek Jaroslav Pospíšil in Jaroslav Pollert Marek Jiras in Tomáš Máder Češka                              |
| Bratislava 2002            | Pavol Hochschorner in Peter Hochschorner Milan Kubáň in Marián Olejník Pavol Hric in Roman Vajs Slovaška            | Philippe Quémerais in Yann Le Pennec · Martin Braud in Cédric Forgit · Alexandre Lauvergne in Nathanael Fouquet · Francija      | Kai Walter in Frank Henze · Kay Simon in Robby Simon · André Ehrenberg in Michael Senft · Nemčija                                    |
| Skopje 2004 (brez medalj)  | Jaroslav Volf in Ondřej Štěpánek Marek Jiras in Tomáš Máder Jaroslav Pospíšil in Jaroslav Pollert Češka             | Ľuboš Šoška in Peter Šoška Ladislav Škantár in Peter Škantár Milan Kubáň in Marián Olejník Slovaška                             | Andrzej Wójs in Sławomir Mordarski Jarosław Miczek in Wojciech Sekuła Marcin Pochwała in Paweł Sarna Poljska                         |
| Tacen 2005                 | Pavol Hochschorner in Peter Hochschorner Milan Kubáň in Marián Olejník Ladislav Škantár in Peter Škantár Slovaška   | Kay Simon in Robby Simon · Marcus Becker in Stefan Henze · Christian Bahmann in Michael Senft · Nemčija                         | Philippe Quémerais in Yann Le Pennec · Christophe Luquet in Pierre Luquet · Martin Braud in Cédric Forgit · Francija                 |
| L'Argentière 2006          | Felix Michel in Sebastian Piersig · David Schröder in Frank Henze · Kay Simon in Robby Simon · Nemčija              | Philippe Quémerais in Yann Le Pennec · Martin Braud in Cédric Forgit · Christophe Luquet in Pierre Luquet · Francija            | Marek Jiras in Tomáš Máder Jaroslav Volf in Ondřej Štěpánek Jaroslav Pospíšil in Jaroslav Pollert Češka                              |
| Lipt. Mikuláš 2007         | Felix Michel in Sebastian Piersig · Kay Simon in Robby Simon · David Schröder in Frank Henze · Nemčija              | Jaroslav Volf in Ondřej Štěpánek Marek Jiras in Tomáš Máder Jaroslav Pospíšil in David Mrůzek Češka                             | Marcin Pochwała in Paweł Sarna Dariusz Wrzosek in Jarosław Miczek Kamil Gondek in Andrzej Poparda Poljska                            |
| Krakov 2008                | Marcus Becker in Stefan Henze · Kay Simon in Robby Simon · David Schröder in Frank Henze · Nemčija                  | Marcin Pochwała in Paweł Sarna Dominik Węglarz in Dawid Dobrowolski Dariusz Wrzosek in Jarosław Miczek Poljska                  | Pavol Hochschorner in Peter Hochschorner Ladislav Škantár in Peter Škantár Tomáš Kučera in Ján Bátik Slovaška                        |
| Nottingham 2009            | Jaroslav Volf in Ondřej Štěpánek Marek Jiras in Tomáš Máder Jaroslav Pospíšil in David Mrůzek Češka                 | Tim Baillie in Etienne Stott · David Florence in Richard Hounslow · Daniel Goddard in Colin Radmore · Združeno kraljestvo       | Marcin Pochwała in Piotr Szczepański Patryk Brzeziński in Dariusz Chlebek Grzegorz Wójs in Paweł Sarna Poljska                       |
| Bratislava 2010            | Tomáš Koplík in Jakub Vrzáň Lukáš Přinda in Jan Havlíček Jaroslav Volf in Ondřej Štěpánek Češka                     | Paweł Sarna in Dawid Dobrowolski Patryk Brzeziński in Dariusz Chlebek Marcin Pochwała in Piotr Szczepański Poljska              | Tim Baillie in Etienne Stott · David Florence in Richard Hounslow · Daniel Goddard in Colin Radmore · Združeno kraljestvo            |
| La Seu d'Urgell 2011       | Lukáš Přinda in Jan Havlíček Tomáš Koplík in Jakub Vrzáň Václav Hradilek in Štěpán Sehnal Češka                     | Marcus Becker in Stefan Henze · David Schröder in Frank Henze · Kai Müller in Kevin Müller · Nemčija                            | Pavol Hochschorner in Peter Hochschorner Tomáš Kučera in Ján Bátik Ladislav Škantár in Peter Škantár Slovaška                        |
| Augsburg 2012              | David Florence in Richard Hounslow · Tim Baillie in Etienne Stott · Adam Burgess in Greg Pitt · Združeno kraljestvo | Jaroslav Volf in Ondřej Štěpánek Ondřej Karlovský in Jakub Jáně Jonáš Kašpar in Marek Šindler Češka                             | David Schröder in Frank Henze · Kai Müller in Kevin Müller · Robert Behling in Thomas Becker · Nemčija                               |
| Krakov 2013                | Gauthier Klauss in Matthieu Péché · Pierre Labarelle in Nicolas Peschier · Hugo Biso in Pierre Picco · Francija     | Marcin Pochwała in Piotr Szczepański Filip Brzeziński in Andrzej Brzeziński Dominik Węglarz in Dariusz Chlebek Poljska          | Franz Anton in Jan Benzien · Kai Müller in Kevin Müller · Eric Mendel in Alexander Funk · Nemčija                                    |
| Dunaj 2014                 | Pavol Hochschorner in Peter Hochschorner Ladislav Škantár in Peter Škantár Tomáš Kučera in Ján Bátik Slovaška       | Nicolas Peschier in Pierre Labarelle · Gauthier Klauss in Matthieu Péché · Pierre Picco in Hugo Biso · Francija                 | Ondřej Karlovský in Jakub Jáně Tomáš Koplík in Jakub Vrzáň Jonáš Kašpar in Marek Šindler Češka                                       |
| Markkleeberg 2015          | Pavol Hochschorner in Peter Hochschorner Ladislav Škantár in Peter Škantár Tomáš Kučera in Ján Bátik Slovaška       | Ondřej Karlovský in Jakub Jáně Jonáš Kašpar in Marek Šindler Tomáš Koplík in Jakub Vrzáň Češka                                  | Dimitrij Larionov in Mihail Kuznecov · Maksim Obrazcov in Aleksej Suslov · Aleksander Ovčinikov in Aleksej Popov · Rusija            |
| Lipt. Mikuláš 2016         | Pavol Hochschorner in Peter Hochschorner Ladislav Škantár in Peter Škantár Tomáš Kučera in Ján Bátik Slovaška       | Piotr Szczepański in Marcin Pochwała Filip Brzeziński in Andrzej Brzeziński Michał Wiercioch in Grzegorz Majerczak Poljska      | Franz Anton in Jan Benzien · David Schröder in Nico Bettge · Kai Müller in Kevin Müller · Nemčija                                    |
| Tacen 2017                 | Gauthier Klauss in Matthieu Péché · Pierre Picco in Hugo Biso · Nicolas Scianimanico in Hugo Cailhol · Francija     | Marcin Pochwała in Piotr Szczepański Andrzej Brzeziński in Filip Brzeziński Michał Wiercioch in Grzegorz Majerczak Poljska      | Ondřej Karlovský in Jakub Jáně Jonáš Kašpar in Marek Šindler Tomáš Koplík in Jakub Vrzáň Češka                                       |
| Praga 2018                 | Robert Behling in Thomas Becker · Franz Anton in Jan Benzien · David Schröder in Nico Bettge · Nemčija              | Ondřej Karlovský in Jakub Jáně Tomáš Koplík in Jakub Vrzáň Jonáš Kašpar in Marek Šindler Češka                                  | Gauthier Klauss in Matthieu Péché · Nicolas Scianimanico in Hugo Cailhol · Pierre-Antoine Tillard in Denis Gargaud Chanut · Francija |

### Moški kajak

#### K1
| Prvenstvo             | Zlato                     | Srebro                    | Bron                     |
| Augsburg 1996         | Ian Wiley (IRL)           | Miroslav Stanovský (SVK)  | Jochen Lettmann (GER)    |
| Roudnice 1998         | Paul Ratcliffe (GBR)      | Thomas Becker (GER)       | Andrew Raspin (GBR)      |
| Mezzana 2000          | Pierpaolo Ferrazzi (ITA)  | Thomas Becker (GER)       | Laurent Burtz (FRA)      |
| Bratislava 2002       | Paul Ratcliffe (GBR)      | Helmut Oblinger (AUT)     | Peter Cibák (SVK)        |
| Skopje 2004           | Julien Billaut (FRA)      | Mathias Röthenmund (SUI)  | Daniele Molmenti (ITA)   |
| Tacen 2005            | Helmut Oblinger (AUT)     | Peter Kauzer (SLO)        | Erik Pfannmöller (GER)   |
| L'Argentière 2006     | Fabian Dörfler (GER)      | Erik Pfannmöller (GER)    | Diego Paolini (ITA)      |
| Lipt. Mikuláš 2007    | Ján Šajbidor (SVK)        | Peter Kauzer (SLO)        | Campbell Walsh (GBR)     |
| Krakov 2008           | Campbell Walsh (GBR)      | Daniele Molmenti (ITA)    | Fabian Dörfler (GER)     |
| Nottingham 2009       | Daniele Molmenti (ITA)    | Boris Neveu (FRA)         | Julien Billaut (FRA)     |
| Bratislava 2010       | Peter Kauzer (SLO)        | Jure Meglič (SLO)         | Vavřinec Hradilek (CZE)  |
| La Seu d'Urgell 2011  | Daniele Molmenti (ITA)    | Samuel Hernanz (ESP)      | Jiří Prskavec (CZE)      |
| Augsburg 2012         | Daniele Molmenti (ITA)    | Paul Böckelmann (GER)     | Hannes Aigner (GER)      |
| Krakov 2013           | Jiří Prskavec (CZE)       | Michael Kurt (SUI)        | Sebastian Schubert (GER) |
| Dunaj 2014            | Jiří Prskavec (CZE)       | Vít Přindiš (CZE)         | Samuel Hernanz (ESP)     |
| Markkleeberg 2015     | Boris Neveu (FRA)         | Alexander Grimm (GER)     | Andrej Málek (SVK)       |
| Lipt. Mikuláš 2016    | Jiří Prskavec (CZE)       | Vavřinec Hradilek (CZE)   | Hannes Aigner (GER)      |
| Tacen 2017            | Mateusz Polaczyk (POL)    | Dariusz Popiela (POL)     | Jiří Prskavec (CZE)      |
| Praga 2018            | Peter Kauzer (SLO)        | Vít Přindiš (CZE)         | Jiří Prskavec (CZE)      |
| Pau 2019              | Vít Přindiš (CZE)         | Dariusz Popiela (POL)     | Quentin Burgi (FRA)      |
| Praga 2020            | Jiří Prskavec (CZE)       | Peter Kauzer (SLO)        | Mateusz Polaczyk (POL)   |
| Ivrea 2021            | Vít Přindiš (CZE)         | Giovanni De Gennaro (ITA) | Peter Kauzer (SLO)       |
| Lipt. Mikuláš 2022    | Jiří Prskavec (CZE)       | Giovanni De Gennaro (ITA) | Felix Oschmautz (AUT)    |
| Krakov 2023           | Jiří Prskavec (CZE)       | Martin Dougoud (SUI)      | Joseph Clarke (GBR)      |
| Tacen 2024            | Giovanni De Gennaro (ITA) | Mario Leitner (AUT)       | Gelindo Chiarello (SUI)  |
| Vaires-sur-Marne 2025 | Jiří Prskavec (CZE)       | Titouan Castryck (FRA)    | Martin Srabotnik (SLO)   |

#### K1 ekipno
| Prvenstvo             | Zlato                                                                 | Srebro                                                                         | Bron                                                                             |
| Augsburg 1996         | Jochen Lettmann · Thomas Becker · Thomas Schmidt · Nemčija            | Miha Štricelj Andraž Vehovar Jure Pellegrini Slovenija                         | Günter Martinsich · Manuel Köhler · Helmut Oblinger · Avstrija                   |
| Roudnice 1998         | Thomas Becker · Ralf Schaberg · Thomas Schmidt · Nemčija              | Ondřej Raab Jiří Prskavec Vojtěch Bareš Češka                                  | Andraž Vehovar Fedja Marušič Uroš Kodelja Slovenija                              |
| Mezzana 2000          | Pierpaolo Ferrazzi Enrico Lazzarotto Matteo Pontarollo Italija        | Miha Terdič Dejan Kralj Fedja Marušič Slovenija                                | Mathias Röthenmund Michael Kurt Beat Mosimann Švica                              |
| Bratislava 2002       | Thomas Becker · Thomas Schmidt · Claus Suchanek · Nemčija             | Ondřej Raab Ivan Pišvejc Tomáš Kobes Češka                                     | Peter Cibák Ján Šajbidor Tomáš Mráz Slovaška                                     |
| Skopje 2004           | Mathias Röthenmund Thomas Mosimann Michael Kurt Švica                 | Anthony Brown · Campbell Walsh · Huw Swetnam · Združeno kraljestvo             | Ivan Pišvejc Lukáš Kubričan Tomáš Kobes Češka                                    |
| Tacen 2005            | Andrej Nolimal Peter Kauzer Dejan Kralj Slovenija                     | Erik Pfannmöller · Fabian Dörfler · Alexander Grimm · Nemčija                  | Pierpaolo Ferrazzi Stefano Cipressi Daniele Molmenti Italija                     |
| L'Argentière 2006     | Peter Kauzer Dejan Kralj Jure Meglič Slovenija                        | Grzegorz Polaczyk Henryk Polaczyk Dariusz Popiela Poljska                      | Fabian Dörfler · Alexander Grimm · Erik Pfannmöller · Nemčija                    |
| Lipt. Mikuláš 2007    | Peter Kauzer Dejan Kralj Jure Meglič Slovenija                        | Erik Pfannmöller · Alexander Grimm · Fabian Dörfler · Nemčija                  | Campbell Walsh · Richard Hounslow · Huw Swetnam · Združeno kraljestvo            |
| Krakov 2008           | Dariusz Popiela Grzegorz Polaczyk Mateusz Polaczyk Poljska            | Diego Paolini Daniele Molmenti Luca Costa Italija                              | Michael Kurt Mathias Röthenmund Moritz Lüscher Švica                             |
| Nottingham 2009       | Campbell Walsh · Richard Hounslow · Huw Swetnam · Združeno kraljestvo | Alexander Grimm · Tim Maxeiner · Sebastian Schubert · Nemčija                  | Fabien Lefèvre · Boris Neveu · Julien Billaut · Francija                         |
| Bratislava 2010       | Dariusz Popiela Mateusz Polaczyk Grzegorz Polaczyk Poljska            | Hannes Aigner · Alexander Grimm · Sebastian Schubert · Nemčija                 | Peter Kauzer Dejan Kralj Jure Meglič Slovenija                                   |
| La Seu d'Urgell 2011  | Peter Kauzer Jure Meglič Simon Brus Slovenija                         | Mateusz Polaczyk Grzegorz Polaczyk Dariusz Popiela Poljska                     | Fabien Lefèvre · Boris Neveu · Vivien Colober · Francija                         |
| Augsburg 2012         | Étienne Daille · Boris Neveu · Bastien Damiens · Francija             | Hannes Aigner · Paul Böckelmann · Sebastian Schubert · Nemčija                 | Helmut Oblinger · Herwig Natmessnig · Andreas Langer · Avstrija                  |
| Krakov 2013           | Vavřinec Hradilek Jiří Prskavec Vít Přindiš Češka                     | Hannes Aigner · Fabian Dörfler · Sebastian Schubert · Nemčija                  | Dariusz Popiela Grzegorz Polaczyk Rafał Polaczyk Poljska                         |
| Dunaj 2014            | Sebastian Schubert · Fabian Dörfler · Alexander Grimm · Nemčija       | Richard Hounslow · Joseph Clarke · Thomas Brady · Združeno kraljestvo          | Mateusz Polaczyk Rafał Polaczyk Dariusz Popiela Poljska                          |
| Markkleeberg 2015     | Sebastian Schubert · Hannes Aigner · Alexander Grimm · Nemčija        | Richard Hounslow · Joseph Clarke · Bradley Forbes-Cryans · Združeno kraljestvo | Daniele Molmenti Andrea Romeo Giovanni De Gennaro Italija                        |
| Lipt. Mikuláš 2016    | Jiří Prskavec Vavřinec Hradilek Vít Přindiš Češka                     | Boris Neveu · Sébastien Combot · Étienne Daille · Francija                     | Samuel Hernanz Joan Crespo Unai Nabaskues Španija                                |
| Tacen 2017            | Jiří Prskavec Ondřej Tunka Vít Přindiš Češka                          | Mathieu Biazizzo · Sébastien Combot · Boris Neveu · Francija                   | Mateusz Polaczyk Maciej Okręglak Dariusz Popiela Poljska                         |
| Praga 2018            | Ondřej Tunka Vít Přindiš Jiří Prskavec Češka                          | Mateusz Polaczyk Dariusz Popiela Michał Pasiut Poljska                         | Peter Kauzer Martin Srabotnik Niko Testen Slovenija                              |
| Pau 2019              | Jiří Prskavec Vít Přindiš Vavřinec Hradilek Češka                     | Peter Kauzer Niko Testen Martin Srabotnik Slovenija                            | Hannes Aigner · Sebastian Schubert · Stefan Hengst · Nemčija                     |
| Praga 2020            | Boris Neveu · Quentin Burgi · Mathurin Madoré · Francija              | Jiří Prskavec Vít Přindiš Vavřinec Hradilek Češka                              | Martin Dougoud Lukas Werro Dimitri Marx Švica                                    |
| Ivrea 2021            | Jiří Prskavec Vavřinec Hradilek Vít Přindiš Češka                     | Hannes Aigner · Tim Maxeiner · Stefan Hengst · Nemčija                         | Bradley Forbes-Cryans · Joseph Clarke · Christopher Bowers · Združeno kraljestvo |
| Lipt. Mikuláš 2022    | Jiří Prskavec Ondřej Tunka Vít Přindiš Češka                          | Michał Pasiut Jakub Brzeziński Dariusz Popiela Poljska                         | Hannes Aigner · Noah Hegge · Stefan Hengst · Nemčija                             |
| Krakov 2023           | Pau Echaniz David Llorente Miquel Travé Španija                       | Dariusz Popiela Mateusz Polaczyk Michał Pasiut Poljska                         | Titouan Castryck · Boris Neveu · Benjamin Renia · Francija                       |
| Tacen 2024            | Jiří Prskavec Vít Přindiš Jakub Krejčí Češka                          | Felix Oschmautz · Mario Leitner · Moritz Kremslehner · Avstrija                | Titouan Castryck · Anatole Delassus · Vincent Delahaye · Francija                |
| Vaires-sur-Marne 2025 | Noah Hegge · Stefan Hengst · Hannes Aigner · Nemčija                  | Titouan Castryck · Benjamin Renia · Anatole Delassus · Francija                | Pau Echaniz Miquel Travé David Llorente Španija                                  |

#### Kajakaški kros
| Prvenstvo             | Zlato               | Srebro                | Bron                  |
| Ivrea 2021            | Vít Přindiš (CZE)   | Dimitri Marx (SUI)    | Joseph Clarke (GBR)   |
| Lipt. Mikuláš 2022    | Jan Rohrer (SUI)    | Mario Leitner (AUT)   | Felix Oschmautz (AUT) |
| Krakov 2023           | Ondřej Tunka (CZE)  | Felix Oschmautz (AUT) | Vít Přindiš (CZE)     |
| Tacen 2024            | Joseph Clarke (GBR) | Jan Rohrer (SUI)      | David Llorente (ESP)  |
| Vaires-sur-Marne 2025 | Jakub Krejčí (CZE)  | Benjamin Renia (FRA)  | Sam Leaver (GBR)      |

#### Kajakaški kros posamično
| Prvenstvo             | Zlato                   | Srebro                | Bron                 |
| Tacen 2024            | Vít Přindiš (CZE)       | Jonny Dickson (GBR)   | Martin Dougoud (SUI) |
| Vaires-sur-Marne 2025 | Gabriel De Coster (BEL) | Mathurin Madoré (FRA) | Benjamin Renia (FRA) |

### Ženski kanu

#### C1
| Prvenstvo             | Zlato                     | Srebro                  | Bron                     |
| Bratislava 2010       | Katarína Macová (SVK)     | Jana Dukátová (SVK)     | Caroline Loir (FRA)      |
| La Seu d'Urgell 2011  | Caroline Loir (FRA)       | Mira Louen (GER)        | Lena Stöcklin (GER)      |
| Augsburg 2012         | Mira Louen (GER)          | Mallory Franklin (GBR)  | Michaela Grimm (GER)     |
| Krakov 2013           | Caroline Loir (FRA)       | Julia Schmid (AUT)      | Núria Vilarrubla (ESP)   |
| Dunaj 2014            | Caroline Loir (FRA)       | Julia Schmid (AUT)      | Kateřina Hošková (CZE)   |
| Markkleeberg 2015     | Kimberley Woods (GBR)     | Mallory Franklin (GBR)  | Núria Vilarrubla (ESP)   |
| Lipt. Mikuláš 2016    | Núria Vilarrubla (ESP)    | Kateřina Hošková (CZE)  | Mallory Franklin (GBR)   |
| Tacen 2017            | Kimberley Woods (GBR)     | Tereza Fišerová (CZE)   | Nadine Weratschnig (AUT) |
| Praga 2018            | Viktoria Wolffhardt (AUT) | Mallory Franklin (GBR)  | Elena Apel (GER)         |
| Pau 2019              | Mallory Franklin (GBR)    | Núria Vilarrubla (ESP)  | Kimberley Woods (GBR)    |
| Praga 2020            | Gabriela Satková (CZE)    | Tereza Fišerová (CZE)   | Lucie Prioux (FRA)       |
| Ivrea 2021            | Miren Lazkano (ESP)       | Tereza Fišerová (CZE)   | Elena Apel (GER)         |
| Lipt. Mikuláš 2022    | Mallory Franklin (GBR)    | Marjorie Delassus (FRA) | Tereza Fišerová (CZE)    |
| Krakov 2023           | Elena Lilik (GER)         | Klaudia Zwolińska (POL) | Mallory Franklin (GBR)   |
| Tacen 2024            | Andrea Herzog (GER)       | Gabriela Satková (CZE)  | Marjorie Delassus (FRA)  |
| Vaires-sur-Marne 2025 | Mònica Dòria (AND)        | Laurène Roisin (FRA)    | Doriane Delassus (FRA)   |

#### C1 ekipno
| Prvenstvo                   | Zlato                                                                     | Srebro                                                                    | Bron                                                                     |
| Augsburg 2012 (brez medalj) | Michaela Grimm · Mira Louen · Lena Stöcklin · Nemčija                     | Caroline Loir · Claire Jacquet · Oriane Rebours · Francija                | Mallory Franklin · Kimberley Woods · Alice Spencer · Združeno kraljestvo |
| Dunaj 2014 (brez medalj)    | Mallory Franklin · Jasmine Royle · Eilidh Gibson · Združeno kraljestvo    | Núria Vilarrubla Miren Lazkano Klara Olazabal Španija                     | Kateřina Hošková Monika Jančová Jana Matulková Češka                     |
| Markkleeberg 2015           | Núria Vilarrubla Klara Olazabal Annebel van der Knijff Španija            | Kateřina Hošková Monika Jančová Tereza Fišerová Češka                     | Kimberley Woods · Mallory Franklin · Eilidh Gibson · Združeno kraljestvo |
| Lipt. Mikuláš 2016          | Kimberley Woods · Mallory Franklin · Eilidh Gibson · Združeno kraljestvo  | Kateřina Hošková Monika Jančová Martina Satková Češka                     | Andrea Herzog · Lena Stöcklin · Birgit Ohmayer · Nemčija                 |
| Tacen 2017                  | Kimberley Woods · Mallory Franklin · Eilidh Gibson · Združeno kraljestvo  | Andrea Herzog · Lena Stöcklin · Birgit Ohmayer · Nemčija                  | Tereza Fišerová Monika Jančová Eva Říhová Češka                          |
| Praga 2018                  | Mallory Franklin · Kimberley Woods · Bethan Forrow · Združeno kraljestvo  | Lucie Prioux · Lucie Baudu · Claire Jacquet · Francija                    | Núria Vilarrubla Miren Lazkano Klara Olazabal Španija                    |
| Pau 2019                    | Mallory Franklin · Kimberley Woods · Sophie Ogilvie · Združeno kraljestvo | Elena Apel · Andrea Herzog · Jasmin Schornberg · Nemčija                  | Tereza Fišerová Eva Říhová Kateřina Havlíčková Češka                     |
| Praga 2020                  | Tereza Fišerová Gabriela Satková Tereza Kneblová Češka                    | Alja Kozorog Eva Alina Hočevar Lea Novak Slovenija                        | Lucie Baudu · Claire Jacquet · Lucie Prioux · Francija                   |
| Ivrea 2021                  | Simona Glejteková Zuzana Paňková Monika Škáchová Slovaška                 | Kimberley Woods · Mallory Franklin · Sophie Ogilvie · Združeno kraljestvo | Marjorie Delassus · Lucie Prioux · Angèle Hug · Francija                 |
| Lipt. Mikuláš 2022          | Emanuela Luknárová Zuzana Paňková Soňa Stanovská Slovaška                 | Laurène Roisin · Marjorie Delassus · Lucie Baudu · Francija               | Gabriela Satková Tereza Fišerová Martina Satková Češka                   |
| Krakov 2023                 | Gabriela Satková Tereza Fišerová Tereza Kneblová Češka                    | Mallory Franklin · Kimberley Woods · Sophie Ogilvie · Združeno kraljestvo | Andrea Herzog · Nele Bayn · Elena Lilik · Nemčija                        |
| Tacen 2024                  | Tereza Kneblová Gabriela Satková Martina Satková Češka                    | Eva Alina Hočevar Lea Novak Alja Kozorog Slovenija                        | Mallory Franklin · Kimberley Woods · Ellis Miller · Združeno kraljestvo  |
| Vaires-sur-Marne 2025       | Gabriela Satková Martina Satková Adriana Morenová Češka                   | Angèle Hug · Laurène Roisin · Doriane Delassus · Francija                 | Elena Borghi Marta Bertoncelli Elena Micozzi Italija                     |

### Ženski kajak

#### K1
| Prvenstvo             | Zlato                                        | Srebro                    | Bron                      |
| Augsburg 1996         | Marcela Sadilová (CZE)                       | Štěpánka Hilgertová (CZE) | Elena Kaliská (SVK)       |
| Roudnice 1998         | Elena Kaliská (SVK)                          | Štěpánka Hilgertová (CZE) | Sandra Friedli (SUI)      |
| Mezzana 2000          | Štěpánka Hilgertová (CZE)                    | Brigitte Guibal (FRA)     | Irena Pavelková (CZE)     |
| Bratislava 2002       | Elena Kaliská (SVK)                          | Irena Pavelková (CZE)     | Štěpánka Hilgertová (CZE) |
| Skopje 2004           | Elena Kaliská (SVK)                          | Jenny Apel (GER)          | Irena Pavelková (CZE)     |
| Tacen 2005            | Mandy Planert (GER)                          | Štěpánka Hilgertová (CZE) | Irena Pavelková (CZE)     |
| L'Argentière 2006     | Elena Kaliská (SVK)                          | Jennifer Bongardt (GER)   | Mathilde Pichery (FRA)    |
| Lipt. Mikuláš 2007    | Violetta Oblinger-Peters (AUT)               | Mandy Planert (GER)       | Štěpánka Hilgertová (CZE) |
| Krakov 2008           | Štěpánka Hilgertová (CZE)                    | Marie Řihošková (CZE)     | Irena Pavelková (CZE)     |
| Nottingham 2009       | Elena Kaliská (SVK)                          | Émilie Fer (FRA)          | Mathilde Pichery (FRA)    |
| Bratislava 2010       | Jana Dukátová (SVK)                          | Corinna Kuhnle (AUT)      | Urša Kragelj (SLO)        |
| La Seu d'Urgell 2011  | Claudia Bär (GER)                            | Jana Dukátová (SVK)       | Lizzie Neave (GBR)        |
| Augsburg 2012         | Carole Bouzidi (FRA)                         | Melanie Pfeifer (GER)     | Fiona Pennie (GBR)        |
| Krakov 2013           | Fiona Pennie (GBR)                           | Stefanie Horn (ITA)       | Viktoria Wolffhardt (AUT) |
| Dunaj 2014            | Ricarda Funk (GER)                           | Melanie Pfeifer (GER)     | Émilie Fer (FRA)          |
| Markkleeberg 2015     | Maialen Chourraut (ESP)                      | Ricarda Funk (GER)        | Kateřina Kudějová (CZE)   |
| Lipt. Mikuláš 2016    | Melanie Pfeifer (GER)                        | Urša Kragelj (SLO)        | Jana Dukátová (SVK)       |
| Tacen 2017            | Corinna Kuhnle (AUT)                         | Stefanie Horn (ITA)       | Marie-Zélia Lafont (FRA)  |
| Praga 2018            | Ricarda Funk (GER)                           | Corinna Kuhnle (AUT)      | Fiona Pennie (GBR)        |
| Pau 2019              | Amálie Hilgertová (CZE)                      | Mallory Franklin (GBR)    | Jasmin Schornberg (GER)   |
| Praga 2020            | Kateřina Kudějová (CZE)                      | Camille Prigent (FRA)     | Amálie Hilgertová (CZE)   |
| Ivrea 2021            | Corinna Kuhnle (AUT)                         | Eva Terčelj (SLO)         | Ricarda Funk (GER)        |
| Lipt. Mikuláš 2022    | Stefanie Horn (ITA) · Eliška Mintálová (SVK) | -                         | Mallory Franklin (GBR)    |
| Krakov 2023           | Ricarda Funk (GER)                           | Klaudia Zwolińska (POL)   | Tereza Fišerová (CZE)     |
| Tacen 2024            | Klaudia Zwolińska (POL)                      | Zuzana Paňková (SVK)      | Mallory Franklin (GBR)    |
| Vaires-sur-Marne 2025 | Ricarda Funk (GER)                           | Gabriela Satková (CZE)    | Zuzana Paňková (SVK)      |

#### K1 ekipno
| Prvenstvo                 | Zlato                                                                   | Srebro                                                                       | Bron                                                                    |
| Augsburg 1996             | Marcela Sadilová Štěpánka Hilgertová Irena Pavelková Češka              | Kordula Striepecke · Evi Huss · Elisabeth Micheler-Jones · Nemčija           | Cristina Giai Pron Barbara Nadalin Lorenza Lazzarotto Italija           |
| Roudnice 1998             | Štěpánka Hilgertová Irena Pavelková Marcela Sadilová Češka              | Rachel Crosbee · Laura Blakeman · Heather Corrie · Združeno kraljestvo       | Kordula Striepecke · Evi Huss · Mandy Planert · Nemčija                 |
| Mezzana 2000              | Elena Kaliská Gabriela Stacherová Gabriela Brosková Slovaška            | Marcela Sadilová Štěpánka Hilgertová Irena Pavelková Češka                   | Mandy Planert · Evi Huss · Susanne Hirt · Nemčija                       |
| Bratislava 2002           | Marie Řihošková Irena Pavelková Štěpánka Hilgertová Češka               | Elena Kaliská Gabriela Stacherová Gabriela Zamišková Slovaška                | Anne-Lise Bardet · Anne-Line Poncet · Mathilde Pichery · Francija       |
| Skopje 2004 (brez medalj) | Irena Pavelková Marcela Sadilová Marie Řihošková Češka                  | Elena Kaliská Gabriela Stacherová Jana Dukátová Slovaška                     | Laura Blakeman · Heather Corrie · Kimberley Walsh · Združeno kraljestvo |
| Tacen 2005                | Gabriela Zamišková Jana Dukátová Elena Kaliská Slovaška                 | Claudia Bär · Mandy Planert · Heike Frauenrath · Nemčija                     | Julia Schmid · Violetta Oblinger-Peters · Corinna Kuhnle · Avstrija     |
| L'Argentière 2006         | Elena Kaliská Jana Dukátová Gabriela Stacherová Slovaška                | Štěpánka Hilgertová Irena Pavelková Marie Řihošková Češka                    | Mathilde Pichery · Aline Tornare · Marie Gaspard · Francija             |
| Lipt. Mikuláš 2007        | Jennifer Bongardt · Mandy Planert · Jasmin Schornberg · Nemčija         | Elena Kaliská Jana Dukátová Gabriela Stacherová Slovaška                     | Fiona Pennie · Laura Blakeman · Lizzie Neave · Združeno kraljestvo      |
| Krakov 2008               | Claudia Bär · Mandy Planert · Jasmin Schornberg · Nemčija               | Jana Dukátová Elena Kaliská Gabriela Stacherová Slovaška                     | Fiona Pennie · Louise Donington · Laura Blakeman · Združeno kraljestvo  |
| Nottingham 2009           | Lizzie Neave · Louise Donington · Laura Blakeman · Združeno kraljestvo  | Elena Kaliská Jana Dukátová Gabriela Stacherová Slovaška                     | Jennifer Bongardt · Melanie Pfeifer · Jasmin Schornberg · Nemčija       |
| Bratislava 2010           | Melanie Pfeifer · Jasmin Schornberg · Jennifer Bongardt · Nemčija       | Joanna Mędoń Małgorzata Milczarek Natalia Pacierpnik Poljska                 | Jana Dukátová Dana Beňušová Gabriela Stacherová Slovaška                |
| La Seu d'Urgell 2011      | Kateřina Kudějová Štěpánka Hilgertová Irena Pavelková Češka             | Corinna Kuhnle · Violetta Oblinger-Peters · Viktoria Wolffhardt · Avstrija   | Jana Dukátová Elena Kaliská Dana Mann Slovaška                          |
| Augsburg 2012             | Cindy Pöschel · Melanie Pfeifer · Jasmin Schornberg · Nemčija           | Émilie Fer · Carole Bouzidi · Caroline Loir · Francija                       | Jana Dukátová Elena Kaliská Dana Mann Slovaška                          |
| Krakov 2013               | Émilie Fer · Marie-Zélia Lafont · Carole Bouzidi · Francija             | Lizzie Neave · Fiona Pennie · Bethan Latham · Združeno kraljestvo            | Štěpánka Hilgertová Kateřina Kudějová Eva Ornstová Češka                |
| Dunaj 2014                | Štěpánka Hilgertová Kateřina Kudějová Veronika Vojtová Češka            | Maialen Chourraut Irati Goikoetxea Marta Martínez Španija                    | Carole Bouzidi · Nouria Newman · Émilie Fer · Francija                  |
| Markkleeberg 2015         | Jana Dukátová Kristína Nevařilová Kristína Zárubová Slovaška            | Natalia Pacierpnik Klaudia Zwolińska Sara Ćwik Poljska                       | Carole Bouzidi · Marie-Zélia Lafont · Émilie Fer · Francija             |
| Lipt. Mikuláš 2016        | Fiona Pennie · Kimberley Woods · Lizzie Neave · Združeno kraljestvo     | Melanie Pfeifer · Jasmin Schornberg · Lisa Fritsche · Nemčija                | Elena Kaliská Jana Dukátová Kristína Nevařilová Slovaška                |
| Tacen 2017                | Urša Kragelj Eva Terčelj Ajda Novak Slovenija                           | Irati Goikoetxea Maialen Chourraut Marta Martínez Španija                    | Lucie Baudu · Marie-Zélia Lafont · Camille Prigent · Francija           |
| Praga 2018                | Ricarda Funk · Jasmin Schornberg · Lisa Fritsche · Nemčija              | Corinna Kuhnle · Lisa Leitner · Viktoria Wolffhardt · Avstrija               | Kateřina Kudějová Barbora Valíková Veronika Vojtová Češka               |
| Pau 2019                  | Marie-Zélia Lafont · Lucie Baudu · Camille Prigent · Francija           | Ricarda Funk · Jasmin Schornberg · Elena Apel · Nemčija                      | Corinna Kuhnle · Viktoria Wolffhardt · Nina Weratschnig · Avstrija      |
| Praga 2020                | Kateřina Kudějová Veronika Vojtová Antonie Galušková Češka              | Camille Prigent · Lucie Baudu · Marjorie Delassus · Francija                 | Corinna Kuhnle · Nina Weratschnig · Antonia Oschmautz · Avstrija        |
| Ivrea 2021                | Kimberley Woods · Fiona Pennie · Mallory Franklin · Združeno kraljestvo | Corinna Kuhnle · Antonia Oschmautz · Viktoria Wolffhardt · Avstrija          | Kateřina Minařík Kudějová Veronika Vojtová Antonie Galušková Češka      |
| Lipt. Mikuláš 2022        | Camille Prigent · Romane Prigent · Emma Vuitton · Francija              | Kimberley Woods · Mallory Franklin · Megan Hamer-Evans · Združeno kraljestvo | Klaudia Zwolińska Natalia Pacierpnik Dominika Brzeska Poljska           |
| Krakov 2023               | Marjorie Delassus · Camille Prigent · Emma Vuitton · Francija           | Tereza Fišerová Amálie Hilgertová Antonie Galušková Češka                    | Ricarda Funk · Elena Lilik · Emily Apel · Nemčija                       |
| Tacen 2024                | Eva Terčelj Eva Alina Hočevar Ajda Novak Slovenija                      | Camille Prigent · Emma Vuitton · Coline Charel · Francija                    | Antonie Galušková Kateřina Beková Tereza Fišerová Češka                 |
| Vaires-sur-Marne 2025     | Gabriela Satková Lucie Nesnídalová Antonie Galušková Češka              | Maialen Chourraut Laia Sorribes Leire Goñi Španija                           | Kimberley Woods · Lois Leaver · Nikita Setchell · Združeno kraljestvo   |

#### Kajakaški kros
| Prvenstvo             | Zlato                           | Srebro                 | Bron                   |
| Ivrea 2021            | Kateřina Minařík Kudějová (CZE) | Corinna Kuhnle (AUT)   | Veronika Vojtová (CZE) |
| Lipt. Mikuláš 2022    | Tereza Fišerová (CZE)           | Mallory Franklin (GBR) | Ajda Novak (SLO)       |
| Krakov 2023           | Viktorija Us (UKR)              | Ricarda Funk (GER)     | Stefanie Horn (ITA)    |
| Tacen 2024            | Alena Marx (SUI)                | Camille Prigent (FRA)  | Nikita Setchell (GBR)  |
| Vaires-sur-Marne 2025 | Camille Prigent (FRA)           | Emma Vuitton (FRA)     | Olga Samková (CZE)     |

#### Kajakaški kros posamično
| Prvenstvo             | Zlato                 | Srebro                  | Bron                  |
| Tacen 2024            | Alena Marx (SUI)      | Klaudia Zwolińska (POL) | Camille Prigent (FRA) |
| Vaires-sur-Marne 2025 | Camille Prigent (FRA) | Angèle Hug (FRA)        | Kimberley Woods (GBR) |

## Medalje po državah
| Poz.       | Država              | Zlato | Srebro | Bron | Skupaj |
| ---------- | ------------------- | ----- | ------ | ---- | ------ |
| 1          | Češka               | 52    | 40     | 43   | 135    |
| 2          | Slovaška            | 49    | 26     | 26   | 101    |
| 3          | Nemčija             | 36    | 41     | 37   | 114    |
| 4          | Francija            | 25    | 35     | 31   | 91     |
| 5          | Združeno kraljestvo | 21    | 16     | 31   | 68     |
| 6          | Slovenija           | 18    | 15     | 15   | 48     |
| 7          | Italija             | 7     | 7      | 9    | 23     |
| 8          | Španija             | 6     | 6      | 11   | 23     |
| 9          | Poljska             | 5     | 25     | 11   | 41     |
| 10         | Avstrija            | 5     | 13     | 9    | 27     |
| 11         | Švica               | 5     | 6      | 6    | 17     |
| 12         | Irska               | 1     | 1      | 0    | 2      |
| 13         | Andora              | 1     | 0      | 0    | 1      |
| 13         | Ukrajina            | 1     | 0      | 0    | 1      |
| 13         | Belgija             | 1     | 0      | 0    | 1      |
| 16         | Rusija              | 0     | 0      | 2    | 2      |
| 17         | Grčija              | 0     | 0      | 1    | 1      |
| Skupaj: 17 | Skupaj: 17          | 233   | 231    | 232  | 696    |